# والا (سرزمین میانه)

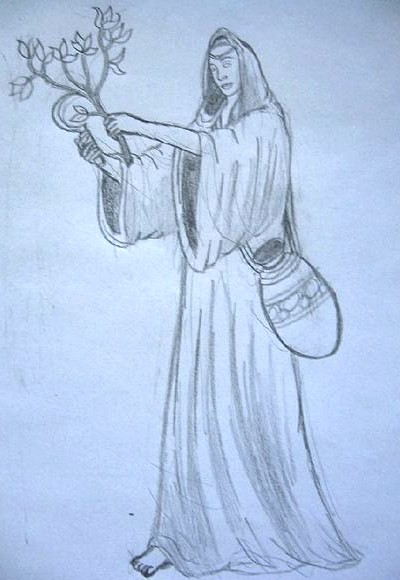
استه (شخصیت تالکین)

والار (به انگلیسی: Valar) (مفرد والا) قدرت‌های آردا می‌باشند که در بخش غربی آمان زندگی می‌کنند.

## تاریخچه
والار چهارده روح قدرتمند از نژاد آینور می‌باشند که پس از خلق آردا وارد آن شدند و از سوی ایلوواتار آن یگانه خالق هستی دستور یافتند که با روح پلید ملکور به مبارزه بپردازند. آن‌ها در ابتدا در جزیره آلمارن ساکن بودند، اما پس از نابودی آن، سال‌ها پیش از بیداری الف‌ها به آمان نقل مکان کردند و والینور را بنا نهادند.
آنها بزرگ‌ترین آینورهایی هستند که شاهد اندیشه ایلوواتار بودند و برای خلق و ایجاد آردا وارد آن شدند. اما ملکور که قدرتمندترین آینورها بود به آردا آمد تا آن را در اختیار خود بگیرد.
مانوه و ملکور به نبرد پرداختند، و مانوه از دیگران ارواح تقاضای کمک کرد تا او را در جنگ با ملکور یاری دهند. در این جنگ والاها و مایاهای دیگر نیز شرکت داشتند. ملکور در نبرد شکست خورده و متواری گشت و بقیه به ایجاد و خلق جهان پرداختند. اما ملکور این را دید و برگشت تا آردا را از آن خود کند.
والار (مانند دیگر آینورها) شکل و فرم ثابتی ندارند، اما در اغلب اوقات شکل ظاهری انسان‌ها و الف‌ها را به خود می‌گیرند ولی در عین حال می‌توانند نامرئی باقی بمانند.
والاها خدا نیستند، اشتباهی که اکثر آدمیان می‌کردند و تصور می‌کردند که آن‌ها آغازکنندگان آردا بوده‌اند. آن‌ها در واقع فرستادگان یا نایبان ایلوواتار یگانه خالق هستی هستند که به ندرت در کارهای جهان به‌طور مستقیم دخالت می‌کند. پس مقوله چند خدایی در مورد والاها تفکری ردشده است.

## رئیس والار

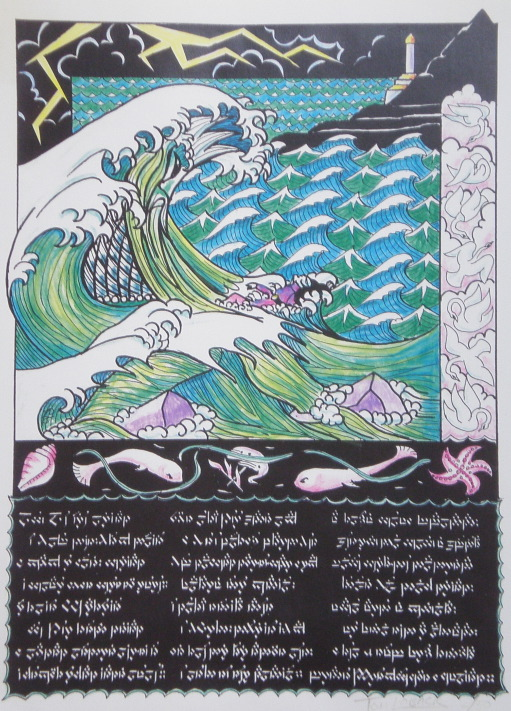
اولمو، ورونوه را نجات می‌دهد.

والاها از نظر الداها دارای اسامی مختلفی بوده‌اند. در سرزمین میانه، آن‌ها با دیگر اسامی به زبان سینداری شناخته می‌شوند؛ برای مثال آن‌ها واردا را «البرت» می‌نامند. انسان‌ها اسامی دیگری بر آنان می‌نهند، که اوایل آن‌ها را به عنوان «خدایان» تصویر می‌نمودند. در مثالی دیگر دورف‌ها، آفریننده خود آئوله را ماهال خطاب می‌کنند. لازم است ذکر شود، تمام اسامی که در زیر مشاهده می‌نمایید، به استثنای اورومه، نام حقیقی والاها نیست بلکه تنها عناوین آن‌ها می‌باشد؛ در واقع اسامی حقیقی والاها در هیچ جایی ذکر نشده است. والاهای مذکر یا نر را «ایزدان یا پادشاهان والار» می‌نامند؛ در حالیکه والاهای مؤنث یا ماده را «ایزدبانوان یا ملکه‌های والار» یا والییر (Valier) خطاب می‌کنند. در زبان سینداری مترادف‌های والا و والار، بالان و بالاین می‌باشد. این اسامی در زبان محاوره استفاده نمی‌شده است.
آراتار یا «عالی مقامان» (در زبان سینداری: رودین) یا یگانگان آردا، هشت تن از بزرگ‌ترین‌های والار بودند: مانوه، واردا، اولمو، آئوله، یاوانا، ماندوس، نیه‌نا و اورومه. ملکور که قدرتمندترین در بین آن‌ها بود به عنوان آراتار محسوب نمی‌شود.
لورین و ماندوس برادر یکدیگرند و به آن‌ها فئانتوری یا «اربابان جانها» گفته می‌شود.
در ذهن ارو، برخی از والارها خواهر و برادر و برخی دیگر زوج بودند. این والارها بودند که ابتدا ازدواج کردند و بعداً رسم خود را به الفها منتقل کردند. آخرین ازدواج در میان والارها (تنها ازدواجی که در جهان انجام شد) ازدواج تولکاس و نسا در آلمارن بود. اولمو، نیه‌نا و ملکور ازدواج نکرده بودند.

## اسامی
| نام          | وظایف                                                           | همسر   | محل سکونت                            | شرح |
| ------------ | --------------------------------------------------------------- | ------ | ------------------------------------ | --- |
| مانوه        | پادشاه والار، پادشاه آردا، فرمانروای هوا، باد و ابرها           | واردا  |                                      | مانوه سولیمو، پادشاه والار و شوهر واردا اِلِنتاری است که در نظر ایلوواتار به عنوان برادر ملکور و شاه آردا آفریده شده است. او در بالای کوه تانیکتیل بلندترین کوه جهان و در تالار ایلمارین زندگی می‌کند. بادها، هوا و پرندگان در خدمت اویند از این رو او فرمانروای هوا، باد و ابرها در آردا است. او برجسته‌ترین نفوذ را در میان والار دارد اما از ملکور نیروی کمتری دارد. |
| اولمو        | فرمانروای آب‌ها                                                  |        | او در آبهای عمیق اقیانوس زندگی می‌کند | اولمو، پادشاه دریا؛ اولمو در عظمت در میان والار، پس از مانوه و پیش از آئوله دوم بود؛ به عبارت دیگر، او دومین آراتار بود. او از دوستان بسیار نزدیک مانوه بود. پیش از ایجاد زمین (آردا) زمانی که آینور پدر خود، ارو ایلوواتار را به نغمه سرایی خواندند؛ اولمو از بهترین خوانندگان و سازندگان موسیقی بود. الف‌ها مهارت خود در موسیقی را به تعالیم اولمو مدیون هستند؛ و نغمه‌هایش را در تلالوی نهرها و رودها می‌شناخت. اولمو همیشه به ملکور بی‌اعتماد بود، و لرد سیاه از دریا می‌ترسید؛ چرا که، هیچ وقت نتوانست دریا را رام خود کند. |
| آئوله        | فرمانروای ماده، استاد همه صنایع                                 | یاوانا | والینور                              | آئوله آهنگر، یک والا و یکی از آینورها است. او از عنوان فرمانروایی مواد سازندهٔ آردا برخوردار است و در نتیجه ارباب تمام ابزارهایی است که آردا را می‌سازد. آئوله خالق کوتوله‌ها است. در طول آواز آینور، زمینه موسیقایی (تم) آئوله بر روی فیزیک چیزهایی که آردا از آن ساخته شده بود تمرکز داشت، هنگامی که ایلوواتار به زمینه‌های موسیقایی آینور، وجود بخشید، موسیقی او تبدیل به خشکی‌های سرزمین میانی شد. از دیگر کارهای او می‌توان به آنگاینور (زنجیرهٔ ملکور)، دو فانوس و ظرف‌های خورشید و ماه اشاره کرد. آئوله شوهر یاوانا است. |
| اورومه       | شکارچی والار                                                    | وانا   |                                      | اورومه برادر نسا و شوهر وانا است در زبان سینداری به او آراو، آلدارون (خداوندگار درختان)، آروم، بِما، آرامه، شکارچی و سوارکار بزرگ نیز می‌گویند. اورومه در درگیری‌ها با ملکور نقش فعالی داشت. عصبانیت‌های اورومه زبان زد است، گفته می‌شود که در هنگام خشم، او از بدترین والار است. او یک شیپور به نام والاروما و مرکبی به نام ناهار داشت. در سال‌های درختان پس از آنکه بیشتر والار از سرزمین میانی رفتند یا خود را در آمان پنهان کردند، اورومه همچنان به شکار دشمن در جنگل‌های سرزمین میانه می‌پرداخت. در رمان ارباب حلقه‌ها: بازگشت پادشاه، تئودن با اورومه مقایسه می‌شود.                                                                                                   |
| ماندوس       | قاضی مرگ، فرمانروای عذاب، مشاور ارشد مانوه، نگهدارنده روح الف‌ها | وایره  | تالارهای ماندوس                      | ماندوس همسر وایره بافنده، قاضی مرگ و خداوندگار نابودی، با نام نامو نیز شناخته می‌شود اما معمولاً به او ماندوس می‌گویند. او مشاور اعظم مانوه است و نگهدارندهٔ جان‌های الف‌ها است. در توصیف ماندوس گفته شده که او بسیار سختگیر و بی رحم است و هرگز هیچ چیز را فراموش نمی‌کند. ماندوس، والایی است که پیشگویی شمال را علیه نولدور ترک کنندهٔ آمان انجام داد و پیشنهاد کرد که نباید به آن‌ها اجازهٔ بازگشت داد. پیشگویی‌ها و قضاوت‌های ماندوس برخلاف ملکور از روی ستم و انتقام نیست، او تنها آنچه که خواست ارو است را بازگو می‌کند و هرگز پیشگویی نمی‌کند مگر آنکه مانوه به او دستور دهد. او تنها یک بار از پیشگویی اش احساس افسوس می‌کند آن هم‌زمانی است که از لوثین و برن سخن می‌گوید. |
| لورین/ ایرمو | فرمانروای رؤیاها                                                | اِسته   | لورین                                | |
| تولکاس       | قهرمان والینور                                                  | نسا    |                                      | |

| نام             | همسر         | شرح |
| --------------- | ------------ | --- |
| واردا           | مانوه        | واردا النتاری، بانوی ستارگان، همسر مانوه. واردا با نور ارتباط دارد و در مرکز دوگانگی نور و تاریکی قرار دارد. او درخشان‌ترین ستاره‌ها را در آسمان دارد، هفت اورنگ و صورت فلکی شکارچی مربوط به واردا است.                                                                            |
| نیه‌نا           | بانوی بخشش   | نیه‌نا خواهر ماندوس و ایرمه است که در خانه‌ای در نزدیکی تالار ماندوس به‌تنهایی زندگی می‌کند. او به‌جای رفت‌وآمد به شهر والمار که به‌خاطر جشن و برگزاری مراسم‌های شاد شهره است، ترجیح می‌دهد در تالار ماندوس مانده و برای آرامش روح درگذشتگان دعا کند                                      |
| اِسته مهربان     | لورین/ ایرمو | اِسته شناخته شده به مهربانی و «درمان کنندهٔ زخم‌ها و خستگی‌ها» است. نام او به معنی «استراحت» است و پوشش او همواره خاکستری است. استه همسر ایرمو است و با او در باغ‌های لورین در والینور زندگی می‌کند. او در جزیرهٔ دریاچهٔ لورلین روزها می‌خوابد.                                          |
| وایره بافنده    | ماندوس       | او داستان جهان را در ملیله‌هایش می‌بافد که در سراسر تالار ماندوس پوشیده شده‌اند. |
| یاوانا          | آئوله        | یاوانا کمنتاری (پالورین)، بخشنده میوه‌ها؛ یاوانا خواهر بزرگتر وانا و همسر آئوله است. یاوانا عامل آفرینش دو درخت و فراهم آورندهٔ میوه‌ای است که باعث ایجاد خورشید و ماه شد. یاوانا آفرینندهٔ «هرچیزی است که رشد می‌کند»؛ نخستین دانه‌های آردا را نیز او کاشت.                           |
| وانا همیشه جوان | اورومه       | ملکهٔ شکوفه‌ها و هر چیز جوانی است، وانا جوان‌ترین خواهر یاوانا و همسر اورومه است. هر جایی که او می‌گذرد شکوفه می‌زند و با یک نگاه او گل‌ها باز می‌شود و در هنگام آمدن او پرندگان آواز می‌خوانند. تالکین اشاره می‌کند که وانا زیباترین است. وانا بیشتر در باغهایی با گل‌های زرین قدم می‌زند. |
| نِسا رقصنده      | تولکاس       | خواهر اورومه، او همسر تولکاس است. گفته می‌شود که نسا، سرعت و چابکی بسیاری دارد و در هنگامی که یک گوزن در جنگل او را دنبال کرده بود، او آنقدر سریع دویده بود که گوزن را جا گذاشته بود. نسا شیفتهٔ رقصیدن و چمنزارهای همیشه سبز والینور است.                                         |

| نام   | وظایف | همسر | محل سکونت                                      | شرح                                                               |
| ----- | ----- | ---- | ---------------------------------------------- | ----------------------------------------------------------------- |
| ملکور |       |      | قلعه انگبند در زیر کوه‌های تانگورودریم، بلریاند | دشمن بزرگ، اولین ارباب تاریکی؛ به دنبال نابودی الف‌ها و مردان است. |